# Linde (metrostation)
Linde (Frans: Tilleul) is een aangekondigd station van de Brusselse metro in het centrum van Evere. Het is gelegen onder de Lindestraat. De locatie wordt anno 2018 bediend door de tramhalte Linde. Het station zal bediend worden door de nieuwe Brusselse metrolijn 3, waarvan de bouw volgens de planning zal starten in 2019 en opgeleverd moet worden in 2030. De lijn, en dus ook het perron, zal meer dan twintig meter onder het straatoppervlak liggen.
Albert · 
Horta · 
Sint-Gillisvoorplein ·
Hallepoort ·
Zuidstation ·
Toots Thielemans ·
Anneessens-Fontainas ·
Beurs - Grote Markt ·
De Brouckère ·
Rogier ·
Noordstation ·
Liedts ·
Colignon ·
Verboekhoven ·
Riga ·
Linde ·
Vrede ·
Bordet Station